# Lorenzo Parra
Lorenzo Parra est un boxeur vénézuélien né le 19 août 1978 à Machiques.

## Carrière
Il devient champion du monde des poids mouches WBA le 6 décembre 2003 en battant aux points Eric Morel. Parra conserve à 5 reprises sa ceinture puis s'incline au 3e round contre le japonais Takefumi Sakata lors de leur troisième affrontement le 19 mars 2007.

## Référence
1. ↑  (en) Lorenzo Parra vs. Takefumi Sakata III (boxrec.com)